# إسحاق بلفضيل
إسحاق بلفضيل (من مواليد 12 يناير 1992)، لاعب كرة قدم جزائري يلعب كمهاجم لعب سابقاً لصالح المنتخب الجزائري.
كان إسحاق لاعب منتخب فرنسا السابق للشباب، استدعي للعب مع المنتخب الجزائري لأول مرة في أغسطس 2012.

## مسيرته الرياضية
بدأ إسحاق مسيرته الكروية في نادي OSC Elancourt، وهو نادٍ يقع في الضواحي الغربية لباريس، انضم لاحقًا إلى نادي Trappes FC القريب. أثناء وجوده في Trappes ، اجتاز اختبارات القبول المطلوبة للالتحاق بأكاديمية كليرفونتين، ولكن لم يتم اختياره بسبب فشله في الاختبار النهائي. ونتيجة لذلك، انتقل إلى باريس سان جيرمان وقضى عامًا واحدًا فقط في كامب دي لوج وهو مركز التدريب التابع النادي. تُعزى الفترة القصيرة التي قضاها إسحاق هناك بشكل أساسي إلى عدم تركيزه على الأنشطة الأكاديمية وعدم كفاية وقت اللعب في قسم الشباب.
في عام 2004، انضم إلى نادي إيه سي بولوني بيلينكور، وهو ناد رياضي درب العديد من اللاعبين الدوليين كحاتم بن عرفة وإشيار ديا. في عام 2007، انتقل إسحاق إلى نادي كليرمون فوت الذي يلعب في دوري الدرجة الثانية.

### بولون بيانكور-كليرمون فوت
لعب بعدها في بولون-بيانكور وخطف الأنظار في كليرمون فوت لم تدم تجربة بلفوضيل مع باريس سان جيرمان، حيث غادر بعدها نحو نادي بولوني بيلانكور الذي لم يظهر معه كثيرا قبل أن يقرر تحويل الوجهة نحو فريق كليرمون فوت المعروف بمدرسته وهي المدرسة التي طور فيها بلفوضيل مواهبه وأصبح أكثر نجاحا من الناحية التكتيكية وهدافا لفريق شبانها الشيء الذي جعل كبار أندية البطولة الفرنسية تتهافت لخطفه وهو لم يتعد سن ال16 من عمره.

### ليون
وقع لنادي ليون سنة 2008 أول عقد احترافي لأربع سنوات بعد أن عرف كيف يجلب إليه أنظار مسؤولي كبار أندية «الليغ1»، كان بلفوضيل على موعد مع اختيار أحسنها وكان عرض أولمبيك ليون الذي سيطر على البطولة خلال العشرية السابقة الأحسن، حيث وقع اللاعب الفرانكو جزائري في ال12 من شهر نوفمبر من سنة 2008 عقد لاعب شاب مع الفريق مدته أربع سنوات كاملة في خطوة أولية كبرى مهدت لبروز لاعب كبير. هذا وكانت أول مشاركة لبلفوضيل مع الفريق الأول لليون في «الليغ1» في شهر أغسطس من سنة 2009 وسنه لم يتعد ال17 سنة، حيث شارك في لقاء أوكسير ليستدعى بعدها ب3 أيام للعب لقاء كأس رابطة الأبطال الأوروبية ضد نادي أندرلخت، حيث شارك احتياطيا لمدة 30 دقيقة كاملة مكان زميله ليساندرو لوباز
لم ينل فرصته الكاملة مع أولمبيك ليون الفرنسي ليقرر المغادرة
رغم أنه كان دائم الحضور إلى التدريبات وتألق كثيرا مع الفريق الثاني لأولمبيك ليون إلا أن ذلك لم يسمح له بالظهور في مرات كثيرة مع بطل فرنسا سابقا وذلك بسبب وجود لاعبين نجوم في ذات الفريق ليكتفي طيلة الثلاث سنوات ونصف التي مكث فيها بليون بلعب 13 مباراة فقط مع الفريق الأول وكانت كلها في لقاءات غير مهمة أو في غياب اللاعبين الدوليين لارتباطاتهم مع منتخبات بلدانهم.

### بولونيا
انضم لبولونيا الشتاء الفارط في شكل إعارة بعد أن عانى من تهميش المدربين الذين تعاقبوا على العارضة الفنية لأولمبيك ليون، قرر اللاعب المغادرة شتاء الموسم المنقضي بعد أن وصلته عدة عروض سيما من البطولة الإيطالية التي اختار فريق بولونيا ليلعب له على شكل إعارة لمدة 6 أشهر لبعث مشواره معه وتقديمه لأندية وعشاق «الكالتشيو» وهو ما أفلح فيه بلفوضيل الذي شارك في 8 مقابلات خلال الستة أشهر الماضية وتمكن من فرض نفسه في عديد اللقاءات كأساسي بعد أن اندمج بسرعة بسبب تواجد مواطنه سفير تايدر الذي سهل له المهمة وهو الذي عانى في البداية بسبب عدم إتقانه اللغة الإيطالية.

### بارما
نادي بارما خطفه منه خلال الميركاتو الصيفي بعرض مغر رغم أن كل المؤشرات كانت توحي بشراء عقده من طرف إدارة بولونيا خلال شهر يونيو الفارط إلا أن المفاجأة صنعها نادي بارما الذي عرف كيف يدخل السباق ويفوز بصفقة بلفوضيل في آخر لحظة بعد اتفاقه على شراء عقد اللاعب الفرانكو جزائري من إدارة ليون مقابل2.5 مليون أورو مع منح اللاعب راتبا شهريا محترما ليقدم بعدها لوسائل الإعلام ويحمل الرقم 39 الذي يتمنى أن يكون فأل خير عليه حسب ما أكده في تصريحات خص بها الموقع الرسمي لنادي بارما منذ أيام.

## المسيرة الدولية
إسحاق مؤهل للعب لصالح كل من فرنسا والجزائر. عندما كان شابا، لعب لصالح الجزائر كونه لم يحصل على الجنسية الفرنسية. أعرب بلفضيل عن نيته الانضمام للمنتخب الجزائري عن طريق والده؛ لكن طلبه قوبل بالتجاهل. وعقب انتقاله إلى ليون، وجهت الجامعة الجزائرية لكرة القدم دعوة له للإنضام، لكن إسحاق أبلغهم أن الوقت قد فات.
في عام 2009، حصل إسحاق على الجنسية الفرنسية واستدعي لاحقًا للعب مع فريق تحت سن 17 عامًا للمشاركة في بطولة أوروبا لكرة القدم تحت 17 عامًا 2009. وظهر في جميع مباريات الفريق الثلاث الذي عانى من الإقصاء من دور المجموعات.
بعد عودته لموسم 2009-10 تحت قيادة المدرب فيليب بيرجيرو مع فريق تحت 18 عامًا، ظهر بلفضيل لأول مرة في مباراة ودية ضد الدنمارك في 27 أكتوبر 2009. في 8 ديسمبر، سجل أول هدف دولي له مع منتخب الشباب في المباراة التي انتهت بالتعادل 1–1 أمام أوكرانيا. في عام 2010، أنهى الموسم بتسجيله هدفًا في مرمى ألمانيا على ملعب كلوبنبورج أرينا في تعادل آخر 1–1.
ظل إسحاق عنصرًا أساسيًا في الفريق تحت قيادة المدرب بيرجيرو في فريق تحت 19 عامًا. في 12 سبتمبر 2010، سجل هدفه الأول مع الفريق في مباراة التعادل 2–2 مع البرازيل في نسخة 2010 من كأس سينداي. في تصفيات الجولة الأولى لبطولة كرة القدم الأوروبية تحت 19 سنة 2011، سجل الهدف الوحيد في المباراة الأخيرة للفريق في دور المجموعات والتي فاز فيها على النمسا.
في 25 أغسطس 2012، استدعي إسحاق من قبل وحيد خليلودزيتش للعب مع منتخب الجزائر لأول مرة للمشاركة في تصفيات كأس الأمم الأفريقية 2013 ضد ليبيا. وبسبب تأخر الفيفا في معالجة موضوع جنسيته ورفض ناديه التخلي عنه، تم استبدال بلفضيل بمحمد الصغير. في 26 سبتمبر 2012، أكد الفيفا النظر في طلب إسحاق ليكون مؤهلا لتمثيل الجزائر.

## روابط خارجية
- إسحاق بلفضيل على موقع الاتحاد الدولي (مؤرشف)  (الإنجليزية)
- إسحاق بلفضيل على موقع الاتحاد الأوربي (الإنجليزية)
- إسحاق بلفضيل على موقع رابطة كرة القدم الفرنسية للمحترفين (الإنجليزية)
- إسحاق بلفضيل على موقع إي إس بي إن إف سي (الإنجليزية)
- إسحاق بلفضيل على موقع قاعدة بيانات كرة القدم.إي يو (الإنجليزية)
- إسحاق بلفضيل على موقع بيانات كرة القدم. دي إي (الألمانية)
- إسحاق بلفضيل على موقع ليكيب (الفرنسية)
- إسحاق بلفضيل على موقع ناشيونال فوتبول تيمز (الإنجليزية)
- إسحاق بلفضيل على موقع Soccerbase.com (لاعب) (الإنجليزية)
- إسحاق بلفضيل على موقع Soccerway.com (الإنجليزية)